# Храм Успења Пресвете Богородице у Дервенти
Сабирни и спомен храм Успења Пресвете Богородице у Дервенти је храм Српске православне цркве посвећен Успењу Пресвете Богородице, који се налази у центру градског насеља Дервента, на Тргу православља. Храм је посвећен свим погинулим српским војницима у протеклом отаџбинском рату, а грађен је од 1994. до 2010. године, када је и освештан. Црква припада Епархији зворничко-тузланској Српске православне цркве.

## Парохија
Дервентску 1. парохију при Саборном храму Успења Пресвете Богородице чине области: Центар, Гаковац, Рабић, Тетима и Костур, у којој се налазе улице: Првог маја, Осмог марта, Вељка Миланковића, Владе Шупута, Војводе Путника, Вука Караџића, Дервентских ослободилаца, Десанке Максимовић, Ђенерала Драже, Јована Дучића, Карађорђева, Колубарска, Костур, Краља Петра Првог, Крфска, Љубе Радића, Мајора Тепића, Милоша Обилића, Милунке Савић, Николе Тесле, Новака Пиваша, Одред Војвода Мишић, Озренска, Опленачка, Осињска, Патријарха Дожића, Поп Јовичина, Радничка, Рабић, Раде Кондића, Славка Симића, Славка Родића, Солунска, Стојана Јанковић, Стевана Немање, Студеничка, Тетима, Трг ослобођења, Трг православља, Триве Вујића, Трн, Хајдук Вељка, Цара Лазара, и Чика Јове Змаја.
Дервентску 2. парохију при Саборном храму Успења Пресвете Богородице чине области: Чардак, Жировине, Јасиковача и Кинеска четврт, у којој се налазе улице: Вуковарска, Гаврила Принципа, Петра Мећаве, Првог маја, Јасиковача, Косовских јунака, Милоша Вујаковића, Петра Кочића, Марије Бурсаћ, Његошева, Равногорска, др Младена Стојановића и Дервентских ослободилаца.
Дервентску 3. парохију при Саборном храму Успења Пресвете Богородице чине области: Српска Варош, Кинеска четврт, Поточани, Џелињак и Кукавице, у којој се налазе улице: Деветог маја, Владике Николаја Велимировића, Војводе Петра Бојовића, Ђенерала Драже, Занатска, Марка Краљевића, Војводе Мишића, Озренска, Патријарха Дожића, Таковска, Цара Душана, 53. дивизије, 5. козарачке бригаде, Симе Шолаје, Омладинска, Јеврејска, Церска, Браће Југовића, Триве Вујића, Краља Петра Првог, Јована Дучића, 1. маја, Др Младена Стојановића, Његошева, Милована Бјелошевића Белог, Шантићева, Дубичка, Жељезничка и Поточани.

## Градња
Градња саборног храма у Дервенти почела је 1995. године, али је споро текла због недостатка средстава. Храм је изграђен у мијешаном стилу византијског и српског фолклора, има изражену куполу и звоник висине преко четрдесет метара. Унутрашњост храма може да прими близу 3 хиљаде вјерника. Овај храм има и крипту, што није честа појава код православних богомоља.

## Спомен-плоча
Овај храм је, поред саборног, спомен-храм на све жртве у протеклом рату.